# イージー・カム、イージー・ゴー (ボビー・シャーマンの曲)
「イージー・カム、イージー・ゴー」 (Easy Come, Easy Go) は、ジャック・ケラーとダイアン・ヒルデブランドが書き、ボビー・シャーマンが1970年のヒット・シングルとした楽曲。
この曲を最初に発表したのは、1969年7月5日に発売したアルバム『Bubblegum, Lemonade, and... Something for Mama』に収録したママ・キャス・エリオットであった。ボビー・シャーマンのバージョンは、1970年1月にシングルとしてリリースされたもので、同年3月に発売されたアルバム『ボビー・シャーマンの素敵な世界 第2集 (Here Comes Bobby)』にも収録された。この曲は、イギリスの歌手フランク・アイフィールドも、1970年に録音して発表したが、彼のバージョンは、チャート入りしなかった。
シャーマンのバージョンは、『ビルボード』誌の Billboard Hot 100 チャートに14週とどまり、最高9位まで上昇したが、同じ『ビルボード』誌のイージーリスニングのチャート（後のアダルト・コンテンポラリー・チャート）では、最高2位にまで達した。カナダでは、この曲は『RPM』誌,の「RPM 100」の5位に達し、同誌のアダルト・コンテンポラリー・チャートでは、7位、トロントのCHUM 30 では 2位となった。この曲によって、シャーマンはゴールドディスクを獲得した。

## チャート
| チャート（1970年 - 1971年）             | 最高位 |
| --------------------------------------- | ------ |
| カナダ RPM 100                          | 6      |
| カナダ RPM Adult                        | 7      |
| カナダ – CHUM 30                        | 2      |
| アメリカ合衆国 Billboard Hot 100        | 9      |
| アメリカ合衆国 Billboard Easy Listening | 2      |
| アメリカ合衆国 Cash Box Top 100         | 7      |

| チャート（1970年）               | 順位 |
| -------------------------------- | ---- |
| カナダ RPM 100                   | 89   |
| アメリカ合衆国 Billboard Hot 100 | 56   |
| アメリカ合衆国 Cash Box Top 100  | 46   |